# Обија
Обија (фр. Aubiat) насеље је и општина у централној Француској у региону Оверња, у департману Пиј де Дом која припада префектури Риом.
По подацима из 2011. године у општини је живело 906 становника, а густина насељености је износила 61,26 становника/km². Општина се простире на површини од 14,79 km². Налази се на средњој надморској висини од 360 метара (максималној 385 m, а минималној 323 m).

## Демографија
| 1962. | 1968. | 1975. | 1982. | 1990. | 1999. | 2011. |
| ----- | ----- | ----- | ----- | ----- | ----- | ----- |
| 591   | 627   | 632   | 642   | 696   | 718   | 906   |

График промене броја становника у току последњих година